# WWUK
WWUK（ウォーク、6月14日 - ）は、日本の保守系YouTuberである。もともとは韓国国籍だったが、2019年に帰化申請を行い、2021年3月に日本に帰化した。

## 来歴
中学2年生の途中からオーストラリアの中学校へ留学した。そこで出会った日本人と仲良くなり、日本のドラマや友達から日本語を修得していく。次第に韓国の学校で学んだ日本とはイメージが全く違うなと思い始め、インターネットで日韓問題や日朝関係史を日本語で調べると、自分が知っていた歴史とは全く異なる情報がたくさん出てきた。最初は半信半疑だったが調べるうちに自分の中で信憑性が高まり、最終的に韓国で学んだ歴史はすべて偽りだったことに気づく。その後、オーストラリアの中学を卒業し日本の高校や専門学校への進学、就職を経て、韓国がいかに間違っていたか、政治に利用され騙されて来たのか、さらに確信することができたと語っている。
- 2018年
  - 3月21日からYouTube『WWUK TV』を始める。開始当初はエンタメ系の動画を投稿していたが同年10月からは日韓関係についての動画を中心に投稿している。
  - 4月1日からゲーム実況チャンネルである『WwukGames』がスタートした。
- 2019年
  - 6月22日に公開した動画で日本国籍の取得をする為に帰化申請を行ったことを報告した[動画 2][3]。
- 2020年
  - 6月10日にゲーム実況チャンネル名を『WwukGames』から『ジャック スクエア』に変更した。
- 2021年
  - 3月12日にYouTube Liveで日本に帰化したことを報告した。

## 主張と活動
2018年3月21日からYouTubeを始める。YouTubeをやり始めた当初は時事問題をすぐにやるつもりは無く、初期はエンタメ系の動画を中心に投稿していた。その後、日韓問題や日朝関係史の動画を徐々に投稿し始めた。
韓国軍によるレーダー照射問題を取り扱った動画が注目されWWUK自身も知られるようになってきたが、その頃からYouTubeの規制に引っかかり不適切とみなされ広告収入が入らなくなる事が多くなり、動画のタイトルを変えるなどの工夫をして動画投稿を続けていると語っている。
韓国語で日韓関係の動画を投稿しない理由は、WWUK自身が韓国籍ということもありリスクがあると考え、日本国籍を取得し安全を確保した上で発信していくことを考えていると語った。さらに、日本に帰化することについても、もともと高校生の時に帰化することを決心しており両親の了承を得て2019年に日本国籍を取得する為、帰化申請を行ったと語っている。

## 人物

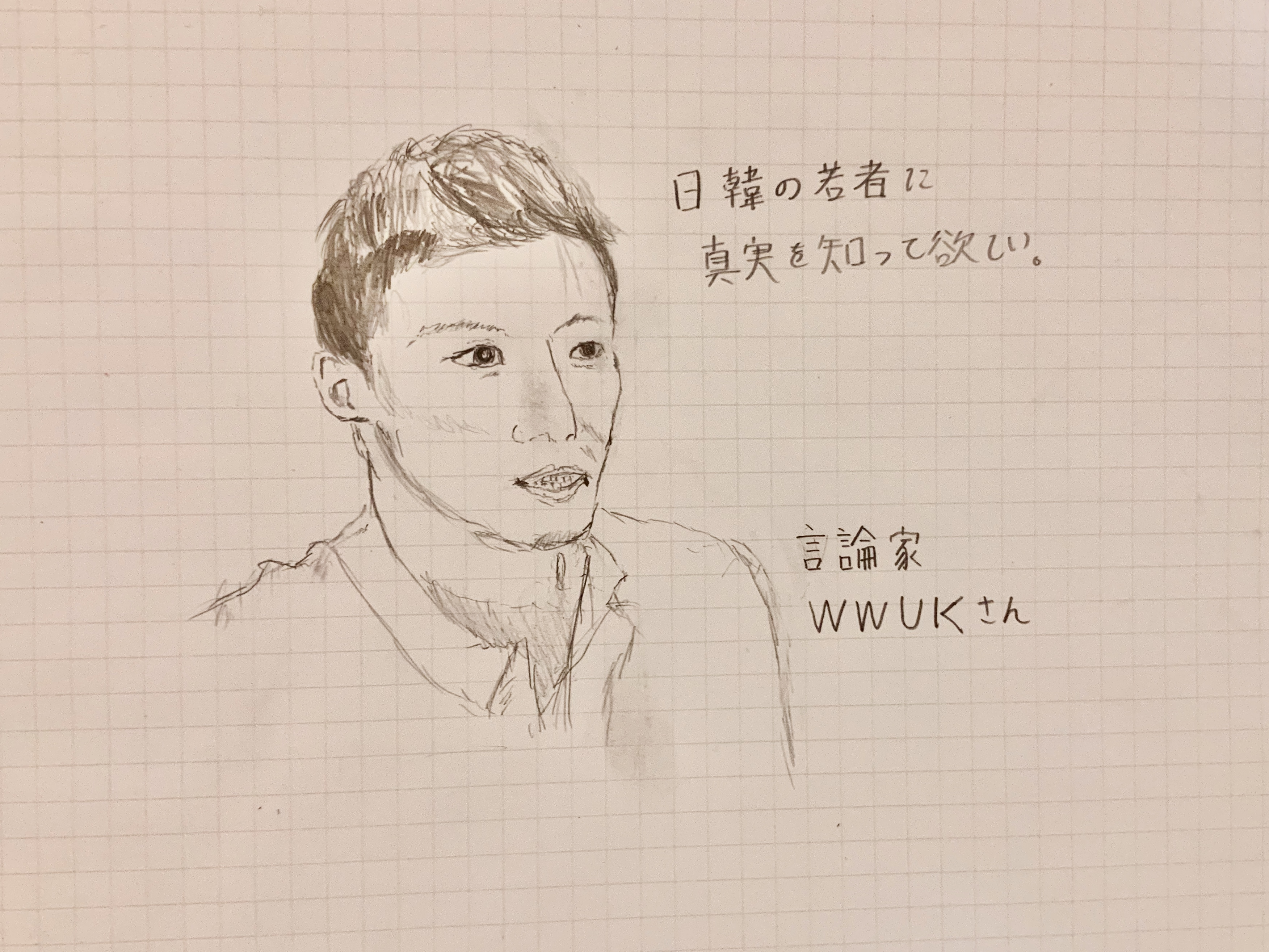
WWUKの似顔絵

趣味は作曲、ピアノ、ボルダリングであり、好きなアニメはドラえもんである。
日本に住みたいと思った決め手は、幼いながら日本への憧れや日本人の礼儀などがあった。
日本の高校と専門学校を経てゲーム音楽制作作会社に入社。同社で3年勤務していた。
2019年に日本国籍を取得する為、帰化申請を行ったことを動画で報告した。
特技は作曲であり、特に電子音系が得意である。他にもKAZUYA氏同様ベースができ、学生時代はバンドをやっていた。

## 著書
- 韓国人ユーチューバー・WWUK 韓国人のボクが「反日洗脳」から解放された理由[動画 4]（2019年12月14日発売、ワック）ISBN 978-4898318157

### 共著
- 「親日韓国人」ですが、何か?[動画 5]（2020年4月21日発売、悟空出版）ISBN 978-4908117732

### 動画
1. 1 2 3 4 5  “韓国人の僕が〇〇教育は間違いだと気づいたキッカケ！(質問コーナー)”.   YouTube. 2020年3月17日閲覧。
2. 1 2 3 4  “韓国人の僕が日本に帰化する理由とは。”.   YouTube. 2020年5月19日閲覧。
3. 1 2 3 4 5 6  “WWUK氏にインタビュー　日韓の若者に正しい歴史を伝えたい”.   SankeiNews（YouTube）. 2020年5月19日閲覧。
4. ↑  “【ご報告】皆さんにお伝えしたいことがあります”.   YouTube. 2020年3月17日閲覧。
5. ↑  “【ご報告】2冊目、発売開始しました！”.   YouTube. 2020年4月25日閲覧。